# 6 Horas de Nürburgring

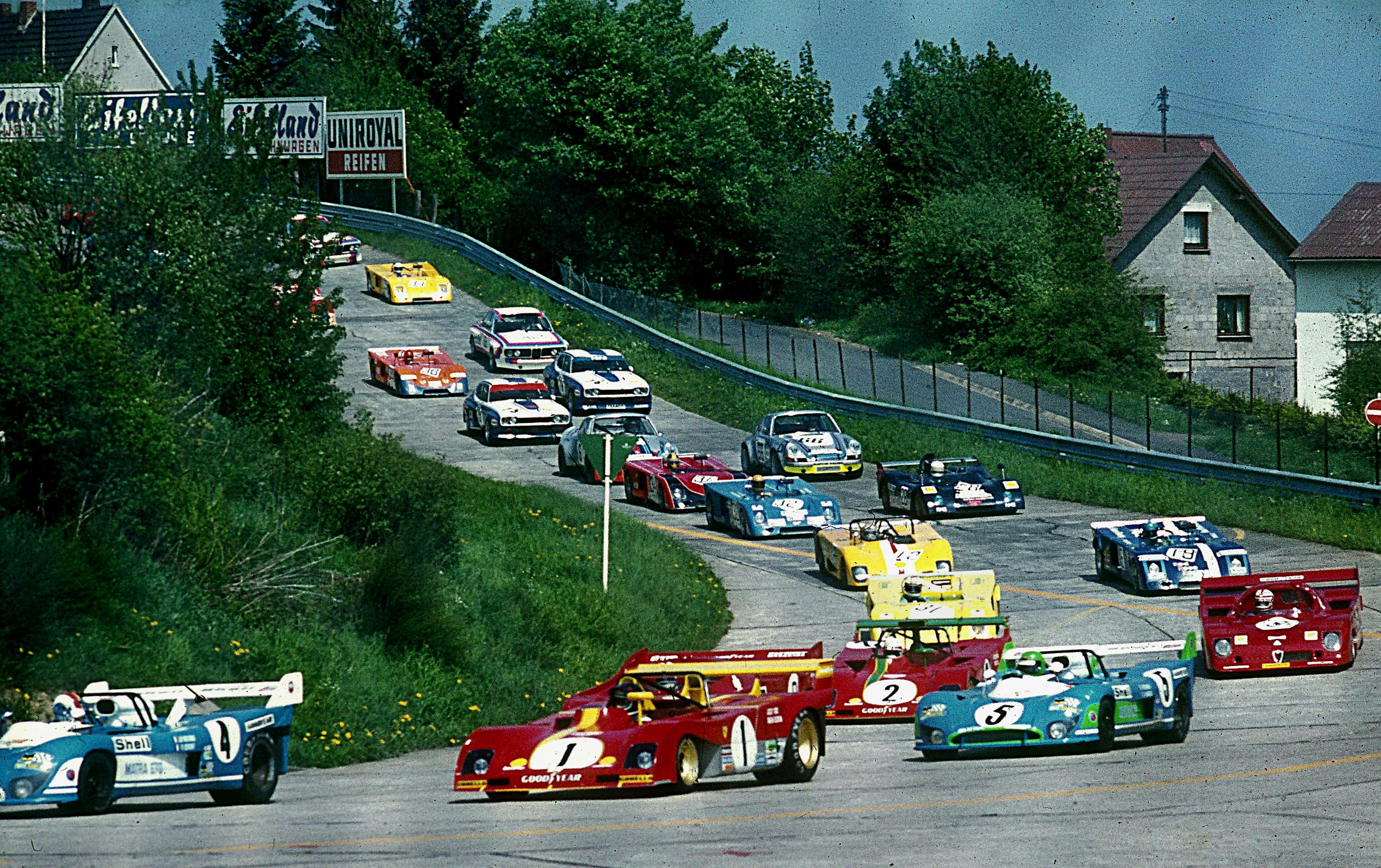
Vuelta previa de los 1000 km de Nürburgring de 1973.

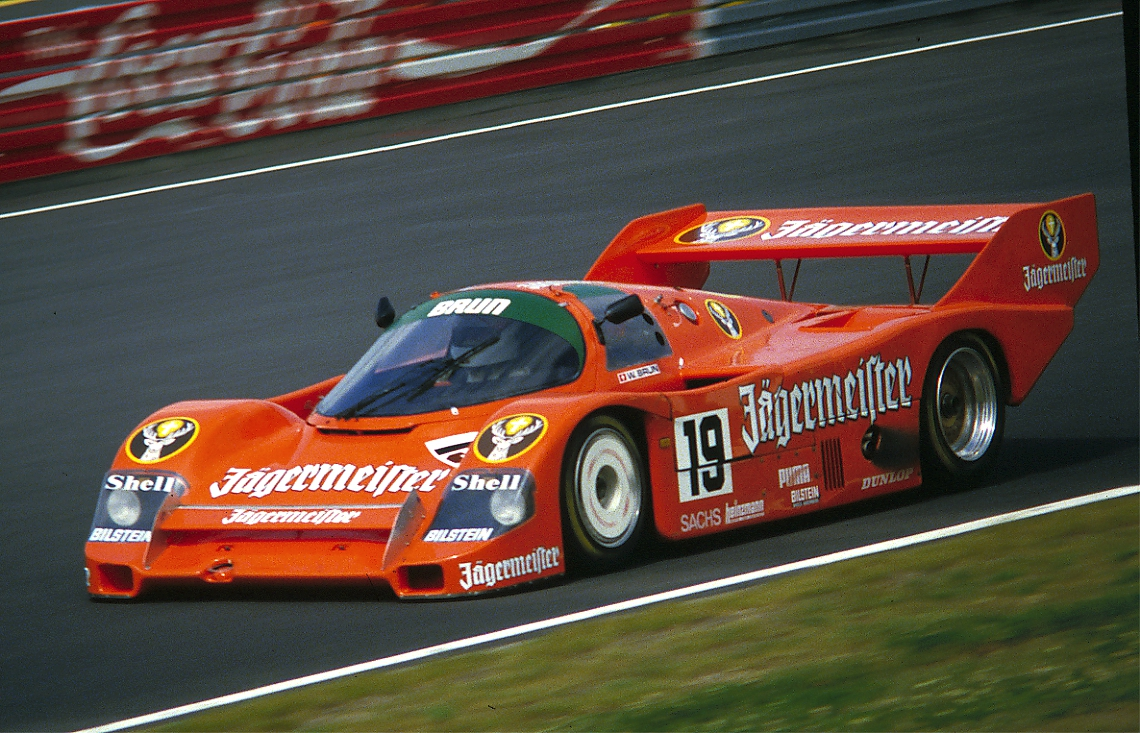
El Porsche 956, aquí en los 1000 km de Nürburgring de 1985, marcó el tiempo de vuelta más bajo en la historia del Nürburgring Nordschleife en la edición 1983 de la carrera.

Las 6 Horas de Nürburgring es una carrera de resistencia que ha tenido lugar en el circuito de Nürburgring, Alemania en diversos períodos desde el año 1953.
En sus inicios, los 1000 km de Nürburgring formaba parte del calendario del Campeonato Mundial de Resistencia. Dado que la duración de la carrera estaba establecida en distancia, la evolución de los automóviles que participaban en ella hizo disminuir drásticamente el tiempo total de carrera: mientras que el automóvil ganador de la edición de 1956 tardó 7h 43 min, el de la edición 1973 necesitó apenas 5h 36 min. A fines de la década de 1970, los reglamentos de los automóviles fueron cambiados profundamente para disminuir la velocidad.
El trazado original de 22,8 km se utilizó hasta la edición 1982. Al año siguiente, las obras para armar el nuevo circuito corto impidieron usar la sección sur, por lo cual la extensión del circuito se redujo a 20,8 km y se debió utilizar boxes provisionales. El recorrido de 4,5 km se inauguró en 1984, y se repitió el formato de la carrera entre 1986 y 1988. La carrera se acortó a 480 km en las ediciones de 1989 y 1990, y la última edición de 1991 duró apenas 430 km, tras lo cual desapareció junto con el campeonato.
La carrera de 1000 km volvió en el año 2000 como parte del calendario de la American Le Mans Series. Ya con el trazado de 5,1 km (que incluye la Mercedes-Arena), la carrera se celebró como fecha puntuable de la Le Mans Series desde el año 2004 hasta 2009. La carrera volvió al calendario del nuevo Campeonato Mundial de Resistencia de la FIA en 2015, aunque con un formato de 6 horas.

## Ganadores
| Año       | Pilotos                                                   | Pilotos                                                   | Pilotos                                                   | Automóvil                  | Tiempo        |
| 1000 km   | 1000 km                                                   | 1000 km                                                   | 1000 km                                                   | 1000 km                    | 1000 km       |
| --------- | --------------------------------------------------------- | --------------------------------------------------------- | --------------------------------------------------------- | -------------------------- | ------------- |
| 1953      | Alberto Ascari                                            | Giuseppe Farina                                           | Giuseppe Farina                                           | Ferrari 375MM Spyder       | 8:20'44,000   |
| 1954-1955 | No se disputó                                             | No se disputó                                             | No se disputó                                             | No se disputó              | No se disputó |
| 1956      | Piero Taruffi / Harry Schell / Jean Behra / Stirling Moss | Piero Taruffi / Harry Schell / Jean Behra / Stirling Moss | Piero Taruffi / Harry Schell / Jean Behra / Stirling Moss | Maserati 300S              | 7:43'54,400   |
| 1957      | Tony Brooks                                               | Noël Cunningham-Reid                                      | Noël Cunningham-Reid                                      | Aston Martin DBR1          | 7:33'38,200   |
| 1958      | Stirling Moss                                             | Jack Brabham                                              | Jack Brabham                                              | Aston Martin DBR1          | 7:23'33,000   |
| 1959      | Stirling Moss                                             | Jack Fairman                                              | Jack Fairman                                              | Aston Martin DBR1          | 7:33'18,000   |
| 1960      | Stirling Moss                                             | Dan Gurney                                                | Dan Gurney                                                | Maserati Tipo 61           | 7:31'40,500   |
| 1961      | Lloyd Casner                                              | Masten Gregory                                            | Masten Gregory                                            | Maserati Tipo 61           | 7:51'39,200   |
| 1962      | Phil Hill                                                 | Olivier Gendebien                                         | Olivier Gendebien                                         | Ferrari 246SP              | 7:33'27,700   |
| 1963      | John Surtees                                              | Willy Mairesse                                            | Willy Mairesse                                            | Ferrari 250P               | 7:32'18,000   |
| 1964      | Ludovico Scarfiotti                                       | Nino Vaccarella                                           | Nino Vaccarella                                           | Ferrari 275P               | 7:08'27,000   |
| 1965      | John Surtees                                              | Ludovico Scarfiotti                                       | Ludovico Scarfiotti                                       | Ferrari 330P2              | 6:53'05,400   |
| 1966      | Phil Hill                                                 | Jo Bonnier                                                | Jo Bonnier                                                | Chaparral 2D-Chevrolet     | 6:58'47,600   |
| 1967      | Joe Buzzetta                                              | Udo Schütz                                                | Udo Schütz                                                | Porsche 910                | 6:54'12,900   |
| 1968      | Vic Elford                                                | Jo Siffert                                                | Jo Siffert                                                | Porsche 908                | 6:34'06,300   |
| 1969      | Jo Siffert                                                | Brian Redman                                              | Brian Redman                                              | Porsche 908/02             | 6:11'02,300   |
| 1970      | Vic Elford                                                | Kurt Ahrens Jr.                                           | Kurt Ahrens Jr.                                           | Porsche 908/03             | 6:05'21,200   |
| 1971      | Vic Elford                                                | Gérard Larrousse                                          | Gérard Larrousse                                          | Porsche 908/03             | 5:51'49,300   |
| 1972      | Ronnie Peterson                                           | Tim Schenken                                              | Tim Schenken                                              | Ferrari 312PB              | 6:01'40,200   |
| 1973      | Jacky Ickx                                                | Brian Redman                                              | Brian Redman                                              | Ferrari 312PB              | 5:36'53,400   |
| 750 km    |                                                           |                                                           |                                                           |                            |               |
| 1974      | Jean-Pierre Jarier                                        | Jean-Pierre Beltoise                                      | Jean-Pierre Beltoise                                      | Matra-Simca MS670C         | 4:07'24,100   |
| 1000 km   |                                                           |                                                           |                                                           |                            |               |
| 1975      | Arturo Merzario                                           | Jacques Laffite                                           | Jacques Laffite                                           | Alfa Romeo 33TT12          | 5:41'14,100   |
| 1976      | Albrecht Krebs                                            | Dieter Quester                                            | Dieter Quester                                            | BMW 3.5 CSL                | 6:38'20,600   |
| 1977      | Rolf Stommelen                                            | Tim Schenken                                              | Toine Hezemans                                            | Porsche 935                | 5:58'30,500   |
| 1978      | Klaus Ludwig                                              | Hans Heyer                                                | Toine Hezemans                                            | Porsche 935/77             | 5:55'46,600   |
| 1979      | Manfred Schurti                                           | Bob Wollek                                                | John Fitzpatrick                                          | Porsche 935/77             | 5:57'35,100   |
| 1980      | Rolf Stommelen                                            | Jürgen Barth                                              | Jürgen Barth                                              | Porsche 908/3 Turbo        | 5:52'15,100   |
| 1981      | Hans-Joachim Stuck                                        | Nelson Piquet                                             | Nelson Piquet                                             | BMW M1 Gr.5                | 2:16'50,860   |
| 1982      | Michele Alboreto                                          | Teo Fabi                                                  | Riccardo Patrese                                          | Lancia LC1 Spyder          | 5:54'10,830   |
| 1983      | Jochen Mass                                               | Jacky Ickx                                                | Jacky Ickx                                                | Porsche 956                | 5:26'34,630   |
| 1984      | Stefan Bellof                                             | Derek Bell                                                | Derek Bell                                                | Porsche 956                | 6:00'43,590   |
| 1985      | No se disputó                                             | No se disputó                                             | No se disputó                                             | No se disputó              | No se disputó |
| 1986      | Henri Pescarolo                                           | Mike Thackwell                                            | Mike Thackwell                                            | Sauber C8-Mercedes         | 3:42'30,020   |
| 1987      | Eddie Cheever                                             | Raul Boesel                                               | Raul Boesel                                               | Jaguar XJR-8               | 5:55'53,120   |
| 1988      | Jean-Louis Schlesser                                      | Jochen Mass                                               | Jochen Mass                                               | Sauber C9-Mercedes         | 5:53'00,600   |
| 480 km    |                                                           |                                                           |                                                           |                            |               |
| 1989      | Jean-Louis Schlesser                                      | Jochen Mass                                               | Jochen Mass                                               | Sauber C9-Mercedes         | 2:47'14,599   |
| 1990      | Jean-Louis Schlesser                                      | Mauro Baldi                                               | Mauro Baldi                                               | Mercedes-Benz C11          | 2:39'15,913   |
| 430 km    |                                                           |                                                           |                                                           |                            |               |
| 1991      | Derek Warwick                                             | David Brabham                                             | David Brabham                                             | Jaguar XJR-14              | 2:23'41,028   |
| 1992-1999 | No se disputó                                             | No se disputó                                             | No se disputó                                             | No se disputó              | No se disputó |
| 1000 km   |                                                           |                                                           |                                                           |                            |               |
| 2000      | Jan Magnussen                                             | David Brabham                                             | David Brabham                                             | Panoz LMP-1 Roadster-Élan  | 5:45'55,173   |
| 2001-2003 | No se disputó                                             | No se disputó                                             | No se disputó                                             | No se disputó              | No se disputó |
| 2004      | Allan McNish                                              | Pierre Kaffer                                             | Pierre Kaffer                                             | Audi R8 LMP                | 6:00'32,645   |
| 2005      | Tom Chilton                                               | Hayanari Shimoda                                          | Hayanari Shimoda                                          | Zytek 04S                  | 6:01'06,739   |
| 2006      | Jean-Christophe Boullion                                  | Emmanuel Collard                                          | Éric Hélary                                               | Pescarolo C60-Judd         | 6:01'26,300   |
| 2007      | Stéphane Sarrazin                                         | Pedro Lamy                                                | Pedro Lamy                                                | Peugeot 908 HDI FAP        | 6:01'13,628   |
| 2008      | Stéphane Sarrazin                                         | Pedro Lamy                                                | Pedro Lamy                                                | Peugeot 908 HDI FAP        | 5:44'48,174   |
| 2009      | Jan Charouz                                               | Tomáš Enge                                                | Stefan Mücke                                              | Lola-Aston Martin B09/60   | 5:57'26,595   |
| 2010-2014 | No se disputó                                             | No se disputó                                             | No se disputó                                             | No se disputó              | No se disputó |
| 6 Horas   |                                                           |                                                           |                                                           |                            |               |
| 2015      | Mark Webber                                               | Brendon Hartley                                           | Timo Bernhard                                             | Porsche 919 Hybrid         | 6:01'16,966   |
| 2016      | Mark Webber                                               | Brendon Hartley                                           | Timo Bernhard                                             | Porsche 919 Hybrid         | 6:01'16,183   |
| 2017      | Brendon Hartley                                           | Timo Bernhard                                             | Earl Bamber                                               | Porsche 919 Hybrid         | 6:00:09.607   |
| 2018-2019 | No se disputó                                             | No se disputó                                             | No se disputó                                             | No se disputó              | No se disputó |
| 2020      | Matteo Cairoli                                            | Christian Engelhart                                       | Sven Müller                                               | Porsche 911 GT3-R (991.II) | 6:01:08.058   |

## Estadísticas

### Constructores con más títulos
| Núm. | Constructor     | Victorias | Años                                                                                     |
| ---- | --------------- | --------- | ---------------------------------------------------------------------------------------- |
| 1    | Porsche         | 15        | 1967, 1968, 1969, 1970, 1971, 1977, 1978, 1979, 1980, 1983, 1984, 2015, 2016, 2017, 2020 |
| 2    | Ferrari         | 7         | 1953, 1962, 1963, 1964, 1965, 1972, 1973                                                 |
| 3    | Aston Martin    | 4         | 1957, 1958, 1959, 2009                                                                   |
| 4    | Maserati        | 3         | 1956, 1960, 1961                                                                         |
| 4    | Sauber Mercedes | 3         | 1986, 1988, 1990                                                                         |
| 6    | BMW             | 2         | 1976, 1981                                                                               |
| 6    | Jaguar          | 2         | 1987, 1991                                                                               |
| 6    | Peugeot         | 2         | 2007, 2008                                                                               |
| 9    | Chaparral       | 1         | 1966                                                                                     |
| 9    | Matra           | 1         | 1974                                                                                     |
| 9    | Alfa Romeo      | 1         | 1975                                                                                     |
| 9    | Lancia          | 1         | 1982                                                                                     |
| 9    | Panoz           | 1         | 2000                                                                                     |
| 9    | Audi            | 1         | 2004                                                                                     |
| 9    | Zytek           | 1         | 2005                                                                                     |
| 9    | Pescarolo       | 1         | 2006                                                                                     |